# ジョン・ホルト (教育者)
ジョン・ホルト（John Caldwell Holt, 1923年4月14日 - 1985年9月14日）は、アメリカ合衆国の著名な教育者で、教育評論家。教師経験を経てホームスクーリング運動を創始し、その理論と実践のリーダーであった。ニューヨーク生まれ。
大学卒業後に海軍に入り、潜水艦の乗務員として第二次世界大戦に参加した。戦後は1946年から1952年まで世界連邦運動に参加したうえでヨーロッパの各所を歩いて帰国後に教師となり、1953年から1957年までコロラド州のロッキーマウンテン・スクールで教鞭をとる。その後はボストンに移り、マサチューセッツ州ケンブリッジのシャディ・ヒル・スクール、レズリー・ユリス・スクール、ボストンのコモンウェルス・スクールで1967年まで教えた後、ハーヴァード大学大学院で非常勤講師、1968年にUCLAバークレイ校の非常勤講師を経て、1969年から1985年までホルト協会を設立し、執筆や講演活動を精力的に行う。
『子どもたちはなぜ失敗するのか』『子どもたちはどのように学ぶのか』など、ペンギン・ブックスから出版されている教育実践記録は、世界中で広範な読者を獲得している。

## 子ども時代
1923年4月14日、ニューヨーク市で生まれた。彼には二人の妹がいた。
彼はフィリップス・エクセター・アカデミーに通い、その後イェール大に通い、1943年に卒業した。卒業後、彼はアメリカ海軍に入隊し、第二次世界大戦で潜水艦USSバルベロに乗船した。彼は1946年に除隊し、その後、世界連邦運動に参加した。これは、単一の世界政府の形成を通じて世界平和を促進しようとした組織である。彼は組織のランクを上げ、組織の進歩の欠如に対する欲求不満のために1952年に去ったとき、グループのニューヨーク州支部の事務局長を務めていた。

## 教師としてのキャリア
ホルトの妹は彼に小学校の教師になることを勧め、1953年に彼はコロラド州カーボンデールで新しく設立された私立学校、コロラドロッキーマウンテンスクールで教え始めた。
1957年と1958年に、彼はマサチューセッツ州ケンブリッジの私立小学校と中学校であるシャンディヒルスクールで教鞭をとった。1959年には、彼は同じくケンブリッジにあるレスリーエリススクールで5年生を教えた。
教えている間、ホルトは、彼の教室の生徒は、しばしば知的で裕福な背景を持っているにもかかわらず、彼の姉妹や友人の幼児や幼児の子供たちよりも臆病で自信なさげだいうことに気づいた。

## ホームスクーリングからアンスクーリングへ
ホルトは、学校システム内で数年間働いた後、学校システムに幻滅した。彼は学校制度の改革は不可能であると確信し、ホームスクーリングを提唱し始めた。彼は、「豊かで刺激的な学習環境を提供された子供たちは、学ぶ準備ができたときに、学ぶ準備ができていることを学ぶだろう」と信じていた。
ホルトは、子供たちに強制的に学習させる必要はないと信じていた。子どもたちは、自分の興味を追求する自由と豊富なリソースの品揃えが与えられれば、彼らは自然にそうするだろう。この考え方は、アンスクーリングと呼ばれるようになりました。
ホルトのニューズレター「学校に行かないで成長すること」('Growing Without Schooling)は、1977年に始まったものだが、これは、アメリカで初のホームエデュケーションのニューズレターである。彼はまた、ジョン・ホルトの書店を設立し、選びぬかれた本を通信販売で入手できるようにした。これは、広告をほとんど掲載していないニュースレターを維持するのに役立つ追加の収入をもたらした。
ホルトのホームスクーリングに関する唯一の本、「自分で学ぼう」(Teach Your Own)は、1981年に出版された。それは、すぐに初期のホームスクーリング運動の「聖書」になった。それは彼の同僚のパトリック・ファレンガによって改訂され、2003年にペルセウス・ブックスから復刊された。

## 著作
- How Children Fail (1964; revised 1982)
渡部光、佐藤郡衛訳『教室のカルテ――なぜ、子供は失敗するのか』新泉社、1979年
吉田章宏監訳『子ども達はどうつまずくか』評論社、1981年
大沼安史訳『教室の戦略――子どもたちはどうして落ちこぼれるか』一光社、1987年
- How Children Learn (1967; revised 1983)
吉柳克彦訳『学習の戦略――子どもたちはいかに学ぶか』一光社、1987年
- The Underachieving School (1969)
- What Do I Do Monday? (1970)
- Freedom and Beyond (1972)
山崎真稔訳『学校　その自由と権威』玉川大学出版部、1977年
- Escape from Childhood (1974)
原忠男訳『子ども　その権利と責任』玉川大学出版部、1977年
- Instead of Education (1976)
田中良太訳『21世紀の教育よこんにちは――新しい脱学校論』学陽書房、1980年
- Never Too Late (1979)
松田りえ子訳『ネヴァー・トゥー・レイト――私のチェロ修業』春秋社、2002年
- Teach Your Own (1981; revised 2003 by Pat Farenga)
大沼安史訳『なんで学校へやるの――アメリカのホームスクーリング運動』一光社、1984年
- Learning All the Time (1989)
- A Life Worth Living (1990)